# Maximira Figueiredo
Maximira Figueiredo (São Paulo, 2 de febrero de 1939 - Praia Grande, 15 de octubre de 2018) fue una actriz y dubladora brasileña.

## Biografía
Vivió sus últimos años de su vida en Santos, trabajaba en doblaje y su trabajo más reciente como actriz fue interpretando el personaje Irene, dueña de una pensión, en la película larga-metragem "Babu - La Cruz y el Pentagrama", producido y dirigido por el cineasta Cesar Nero. Fue durante el final de los años 80 e inicio de los 90 la "dubladora oficial" de Machiko Soga. El año de 1998 y 1999 actuó como actriz en la novela Perla Negra, exhibida por el SBT, haciendo uno de sus personajes principales y inesquecíveis de su carrera, Rosália Pacheco Oliveira, que abandona su hija Perla (Patrícia de Sabrit) en un colegio interno, vive con ese dolor y nunca olvidó su hija. En el fin de la trama, ella se arrepiente de todo y vive muy bien con su niña.
Murió de cáncer de pulmón en 15 de octubre de 2018, a los 79 anños.

## Actuaciones

### Cine
| Películas | Películas                      | Películas |
| Año       | Título                         | Papel     |
| --------- | ------------------------------ | --------- |
| 1962      | El Vendedor de Linguiças       |           |
| 1962      | Allá en mi Sertão              |           |
| 1996      | Babu - La Venganza Maldita     |           |
| 2009      | Babu - La Cruz y el Pentagrama |           |

### Televisión
| Novelas | Novelas            | Novelas                                      |
| Año     | Título             | Papel                                        |
| ------- | ------------------ | -------------------------------------------- |
| 2001    | Amor e Ódio        | Martinha                                     |
| 1999    | Ô... Coitado!      | Dueña Malvina                                |
| 1998    | Perla Negra        | Rosália Pacheco Oliveira (Villana principal) |
| 1998    | Fascinação         | Madame Zenaide                               |
| 1988    | Chapadão del Bugre | Catarina                                     |
| 1980    | Caballo Amarillo   | De Carmo                                     |
| 1965    | Marina             | Marina                                       |
| 1965    | Cadena de Cristal  |                                              |
| 1959    | El Guarani         | Isabel                                       |
| 1956    | Neli               | Neli                                         |

## Doblajes
- Helga Eveshim (Mai Zetterling) en Convención de las Brujas (solamente en la versión en VHS)
- Señora Insomnio en Batman
- Coruja en Los Animales del Bosque de los Vinténs
- Titânia (ep.22) y Kilza (ep.29-36) en Jaspion
- Zole y Shima (ep.52-55) en Changeman
- puntas en el primer episodio de Flashman
- Aracnin Morgana (Machiko Soga) en Jiraya
- Reina Pandora (Machiko Soga) en Spielvan
- Reina Cassiopéia (Sean Filiphis) en Furia de Titãns
- madre del Barrabás (Machiko Soga) (ep.30) en Maskman
- Tae Sekihara (sólo en el episodio 18) y la hermana del Doctor Gensai (ep.19-21) en Samurai X
- Celeste en Las Aventuras de Babar
- Reina Maria (Kathy Burke) en Elizabeth
- Sr.ª Peenman (Nancy Fish) en El Máskara
- Profesora Wingou en Doug
- Señora Rula en El Fantástico Mundo de Bobby en el episodio La miseria pide Compañía y personajes secundarios en el mismo dibujo.
- Alice Lomax(Judith Ivey) en Abogado del diablo
- Charlotte Bartlett (Maggie Smith) en Una Ventana para el Amor
- Eva Singer (Erica Yohn) en Corina, la Babá Perfecta

- Datos: Q10327807